# Ēriks Ešenvalds
Ēriks Ešenvalds, född 26 januari 1977 i Priekule i Lettiska SSR, Sovjetunionen, är en lettisk kompositör.
Ešenvalds studerade vid ett teologiskt seminarium från 1995 till 1997, innan han påbörjade studier vid Lettlands musikakademi, där han avlade examen 2004. 
Ešenvalds har sedan dess undervisat i komposition vid Lettlands musikakademi. Han har mottagit flera priser och utmärkelser för sitt musikskapande, bland annat Lielā mūzikas balva.